# Alex Kidd in the Enchanted Castle
Alex Kidd in the Enchanted Castle (アレックスキッド 天空魔城?) es un videojuego para Mega Drive. Es el quinto videojuego de la serie Alex Kidd y el único para consolas de 16 bits.
El videojuego consiste en la búsqueda por parte del protagonista, Alex Kidd, de su padre. Es un juego de plataformas, con puñetazos para destruir a los enemigos (en lugar del tradicional salto en la cabeza). En el mismo estilo que el primer juego de la saga, Alex Kidd in Miracle World, incluye peleas de piedra-papel-tijeras contra los jefes finales de fase, y para poder conseguir objetos.

## Ítems
Son los objetos que Alex Kidd adquiere durante el desarrollo del juego. Son:
Motocicleta Sirve para moverse rápidamente sobre tierra, atropellar enemigos y romper puntos (menos los indestructibles). Solo se consigue apostando en el piedra-papel-tijeras.
Juguete Saltarín Sirve para destruir a los enemigos del suelo y saltar más alto. Solo se consigue apostando en el piedra-papel-tijeras.
Pedicóptero Sirve para volar por los aires y lanzar misiles a los enemigos presionando el botón B. Se consigue apostando en el piedra-papel-tijeras y se obtiene automáticamente en el nivel 10. Si se colisiona el pedicóptero se pierde instantáneamente.
Brazalete de poder Sirve para lanzar ondas a distancia de un enemigo. Solo se consigue apostando en el piedra-papel-tijeras.
Capa Hace al jugador invencible. Solo se consigue apostando en el piedra-papel-tijeras.
Collar Neclace permite ver al jugador lo que piensa su oponente en el piedra-papel-tijeras. Se consigue una vez apostando en el Janken y se consigue en cofres negros.
Bastón Volador permite al jugador volar durante un período de tiempo determinado. Solamente se gana en las janken-house.
Alex Kidd es una réplica del personaje que otorga una vida extra. Se consigue solo en cofres negros.

## Oponentes de Alex Kidd
Son aquellos que hay que derrotarles en el juego piedra-papel-tijeras. Hay 5 oponentes diferentes. Son:
Gorila Se encuentra en las janken-house al cual, Alex Kidd apuesta un objeto entregándole dinero para jugar al piedra-papel-tijeras y, si Alex Kidd gana, se lleva el objeto que se apostaba.
Reina el jefe final del nivel 5, que, para derrotarle, hay que ganarle en una lucha de piedra-papel-tijeras y luego jugar otra vez, si el jugador lo desea.
Oso El jefe final del nivel 6, que, para derrotarle, hay que ganarle en una lucha de piedra-papel-tijeras.
Pastor El jefe del nivel 8 y, para derrotarle, hay que ganarle en una lucha de piedra-papel-tijeras.
Ashra El jefe del nivel 11 y gobernador de Paperock. Es el más difícil de combatir en el Janken. Primero debemos ganarle una vez y nuevamente. Por último, Alex Kidd debe golpear a Ashra un número determinado de veces. 
Si Alex Kidd pierde en el piedra-papel-tijeras contra uno de los jefes, pierde una vida.

## Variaciones regionales
En la versión original en japonés del juego, cuando Alex Kidd o su oponente pierde una partida de piedra-papel-tijeras, desaparece la ropa del perdedor, dejándolo desnudo con una hoja de parra sobre su entrepierna o, si pierde una mujer, una en la entrepierna y dos sobre sus pechos. En la versión occidental el perdedor es aplastado por un peso pesado. También se renombraron varios niveles en esta versión. Este juego también sufrió una ralentización en su banda sonora en la versión Pal.

## Relanzamiento
El juego forma parte de la Sega Mega Drive Collection (conocida en América como la Sega Genesis Collection) para la PlayStation 2 y la PlayStation Portable y está disponible para la Virtual Console de la Wii  desde el 9 de abril de 2007 en Norteamérica y desde el 4 de mayo de 2007 en Europa.
Forma parte también de la Sega Mega Drive Ultimate Collection (Sonic's Ultimate Genesis Collection en América) para Xbox 360 y PlayStation 3 que está previsto aparezca en febrero de 2009.
El juego ha sido incluido en la Arcade Legends Sega Genesis Volume 2, lanzada por Radica, y en la Sega Mega Drive Handheld / Mega Drive Portátil una videoconsola portátil que incluye 20 juegos de Mega Drive, lanzada por AtGames/Tectoy.